# U-739
| U-739                      | U-739                                                          | U-739                                                          |
| -------------------------- | -------------------------------------------------------------- | -------------------------------------------------------------- |
|                            |                                                                |                                                                |
|                            |                                                                |                                                                |
|                            |                                                                |                                                                |
| Під прапором               | Третій рейх                                                    | Третій рейх                                                    |
| Спуск на воду              | 23 грудня 1942 року                                            | 23 грудня 1942 року                                            |
| Виведений зі складу флоту  | 13 травня 1945 року                                            | 13 травня 1945 року                                            |
| Сучасний статус            | потоплено                                                      | потоплено                                                      |
| Проєкт                     |                                                                |                                                                |
| Тип ПЧ                     | Торпедний ДПЧ                                                  | Торпедний ДПЧ                                                  |
| Основні характеристики     |                                                                |                                                                |
| Швидкість (надводна)       | 17,7 вузла                                                     | 17,7 вузла                                                     |
| Швидкість (підводна)       | 7,6 вузла                                                      | 7,6 вузла                                                      |
| Робоча глибина занурення   | 100 м                                                          | 100 м                                                          |
| Гранична глибина занурення | 220 м                                                          | 220 м                                                          |
| Екіпаж                     | 44 осіб                                                        | 44 осіб                                                        |
| Розміри                    |                                                                |                                                                |
| Довжина найбільша (по КВЛ) | 67,1 м                                                         | 67,1 м                                                         |
| Ширина корпусу найб.       | 6,2 м                                                          | 6,2 м                                                          |
| Висота                     | 9,6 м                                                          | 9,6 м                                                          |
| Середня осадка (по КВЛ)    | 4,70 м                                                         | 4,70 м                                                         |
| Водотоннажність надводна   | 769 т                                                          | 769 т                                                          |
| Озброєння                  |                                                                |                                                                |
| Артилерія                  | одна палубна гармата калібру 88-мм, одна 20-мм зенітна гармата | одна палубна гармата калібру 88-мм, одна 20-мм зенітна гармата |
| Торпедно- мінне озброєння  | 4 носових і один кормовий ТА. 14 торпед або 26 мін             | 4 носових і один кормовий ТА. 14 торпед або 26 мін             |

U-739 — німецький підводний човен типу VIIC, часів Другої світової війни.
Замовлення на будівництво човна віддане 10 квітня 1941 року. Човен заклали на верфі суднобудівної компанії «F Schichau GmbH» у місті Данциг 17 квітня 1942 року під заводським номером 1536, спущений на воду 23 грудня 1942 року. 6 березня 1943 року увійшов до складу 8-ї флотилії. Також за час служби входив до складу 9-ї та 13-ї флотилій.
Човен виконав 8 бойових походів у яких потопив один військовий корабель.
Капітулював 13 травня 1945 року у Емдені, Німеччина. 30 червня 1945 року переведено з Вільгельмсгафена до Лох-Раяну, Шотландія. Потоплено 16 грудня 1945 року північніше Ірландії (56°10′ пн. ш. 10°05′ сх. д. / 56.167° пн. ш. 10.083° сх. д.) як мішень для авіації у рамках проведення операції «Дедлайт».

## Командири підводного човна
- Оберлейтенант-цур-зее Ернст Мангольд (6 березня 1943 — 25 лютого 1945);
- Оберлейтенант-цур-зее Фріц Коснік (26 лютого 1945 — 13 травня 1945);
- Оберлейтенант-цур-зее Йоганнес Ней (26 лютого 1945 — березень 1945).

## Потоплені та пошкоджені кораблі[3]
| Назва | Тип      | Належність | Дата            | Тоннаж (БРТ) | Вантаж | Статус    | Місце                                                       |
| Т-120 | тральщик | СРСР       | 24 вересня 1944 | 625          |        | потоплено | 75°15′ пн. ш. 84°30′ сх. д. / 75.250° пн. ш. 84.500° сх. д. |